# السفال
السفال (حضرموت) (به عربی: السفال) یک منطقهٔ مسکونی در یمن است که در استان حضرموت واقع شده‌است.